# آيت عبد النور (آيت أسري)
آيت عبد النور هو دُوَّار يقع بجماعة مولاي عيسى بن إدريس، إقليم أزيلال، جهة بني ملال خنيفرة في المملكة المغربية. ينتمي الدوّار لمشيخة آيت أسري التي تضم 3 دواوير. يقدر عدد سكانه بـ 510 نسمة حسب الإحصاء الرسمي للسكان والسكنى لسنة 2004.

## وصلات خارجية
- البوابة الوطنية للجماعات الترابية
- المندوبية السامية للتخطيط